# Mordechai Eliav
Mordechai Eliav hebräisch מָרְדֳּכַי אֱלִיאָב (geboren als Mordechai Lauber 28. September 1920 in Perehińsko, Polen; gestorben 20. September 2016 in Israel) war ein israelischer Historiker.

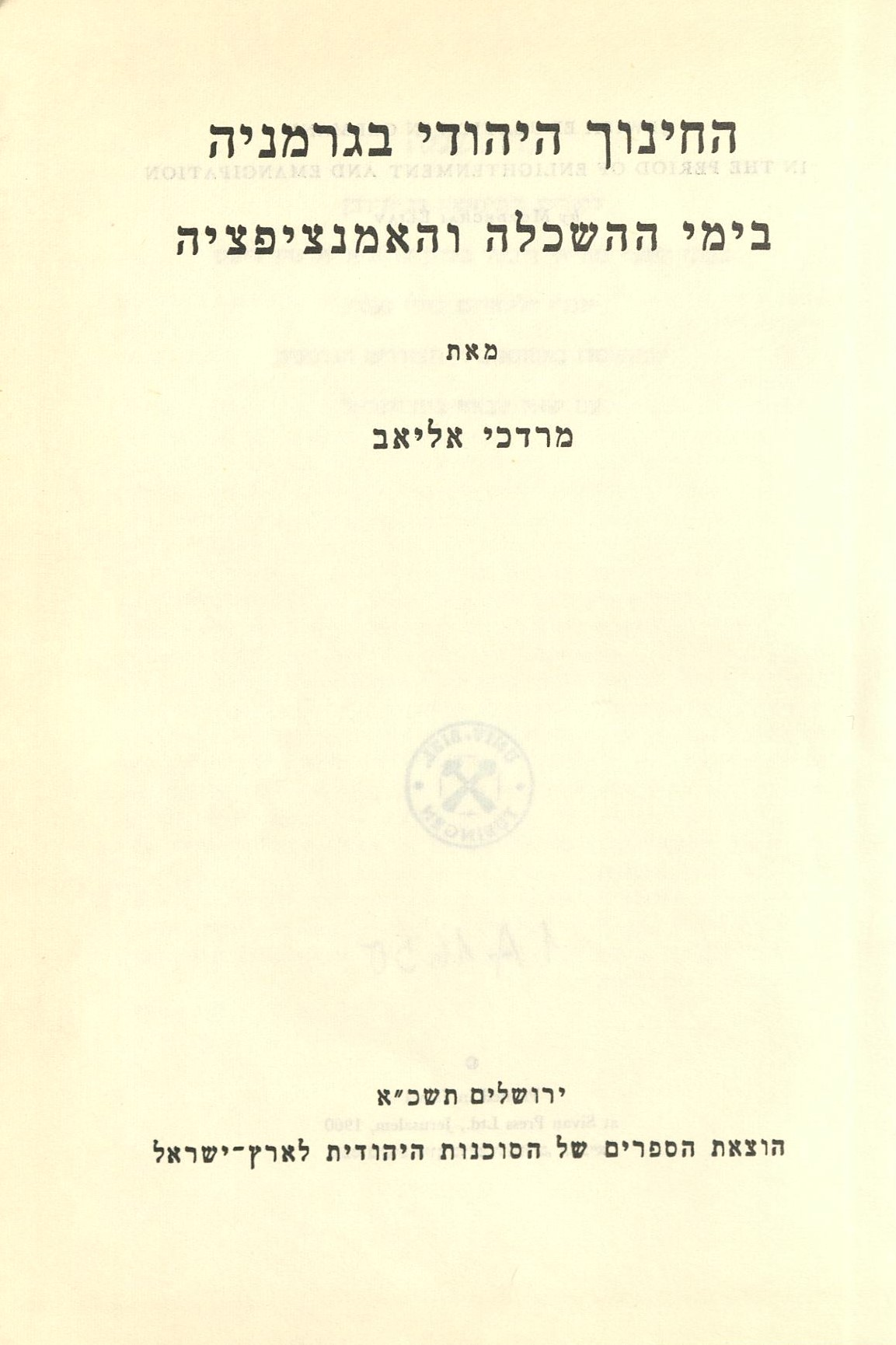
Jüdische Erziehung in Deutschland im Zeitalter der Aufklärung und der Emanzipation (1960, he)

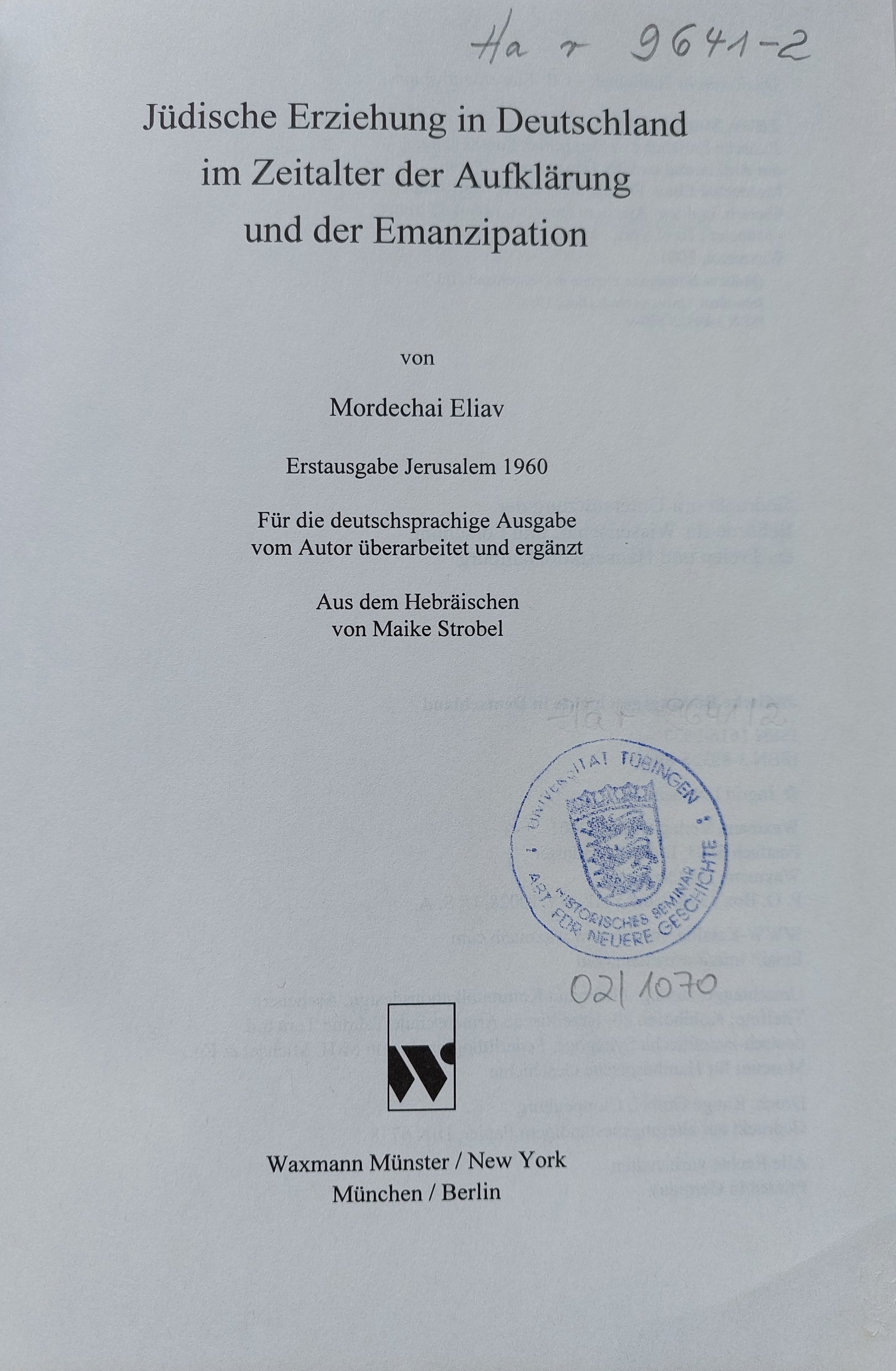
Deutsche Übersetzung (2001)

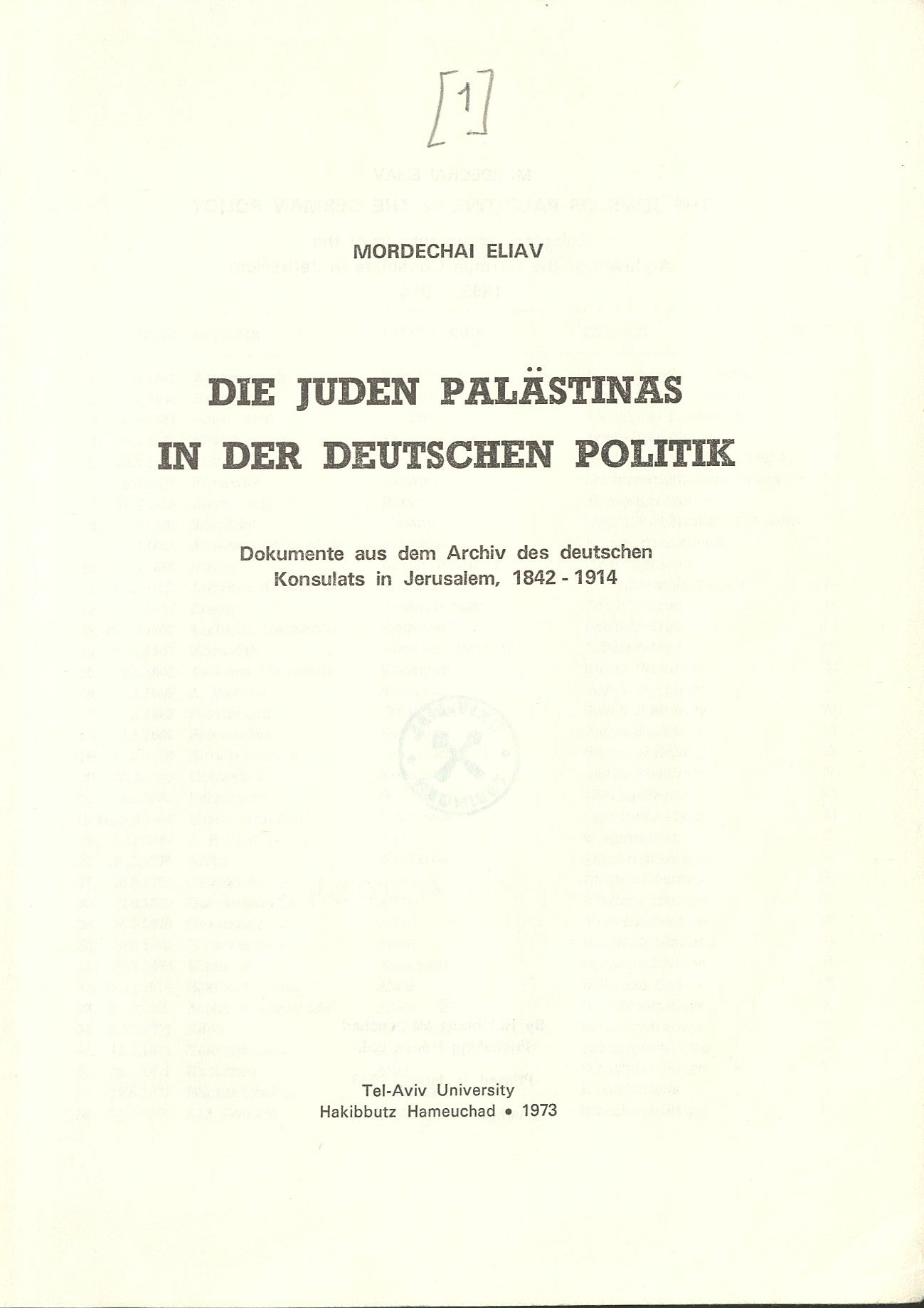
Die Juden Palästinas (1973)

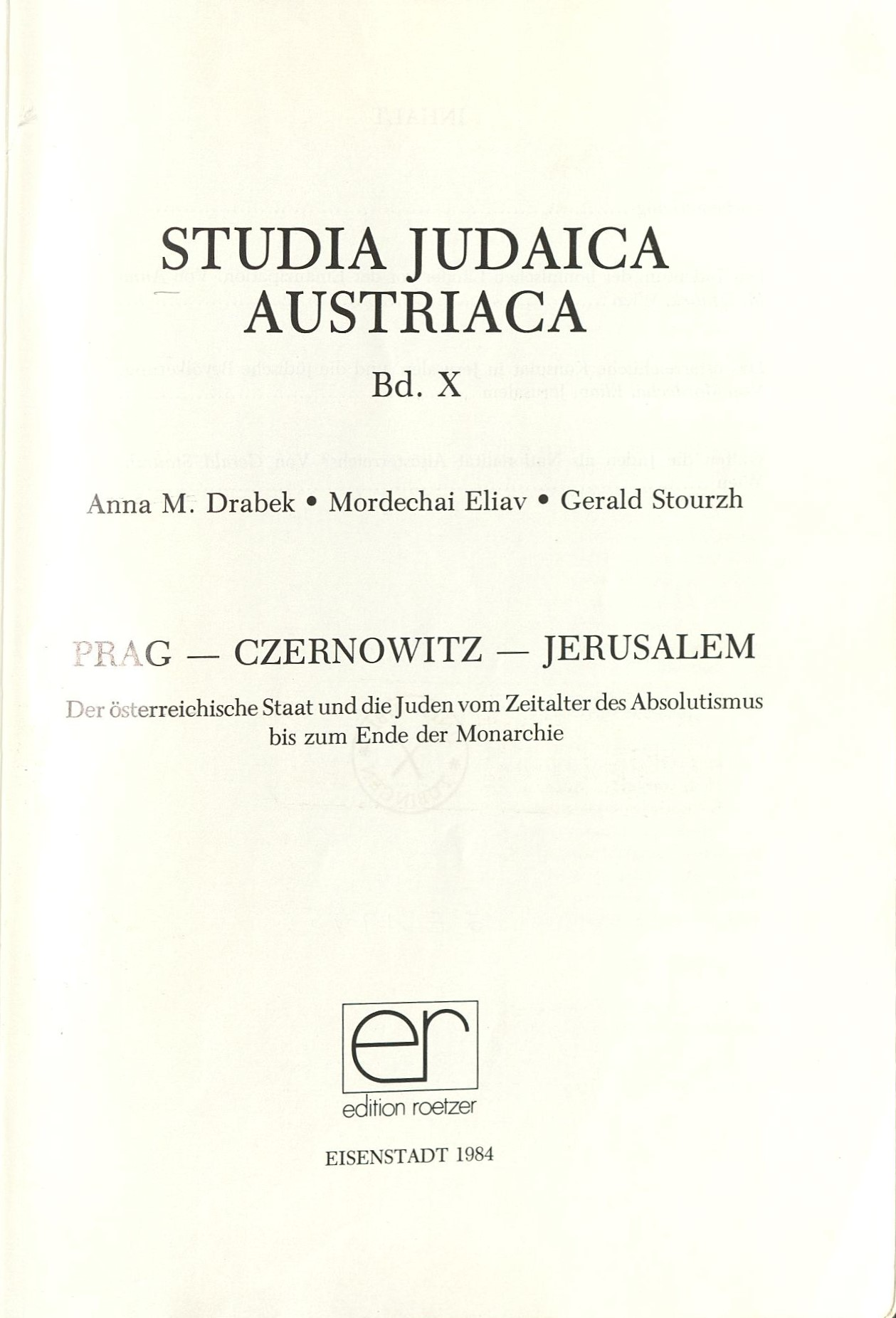
Studia Judaica Austriaca Band 10 (1984)

## Leben
Mordechai Lauber war ein Sohn des Kaufmanns Joshua Lauber und der Shoshana Rubenstein, sein 1924 geborener Bruder Pinchas wurde später israelischer Botschafter bei der UNO. Die Familie lebte nach 1924 in Köln, wo der Vater sich in der zionistischen Misrachi engagierte. Lauber besuchte die jüdische Moriah-Volksschule und das jüdische Jawne-Gymnasium. Nach der Machtübergabe an die Nationalsozialisten 1933 floh die Familie in die Niederlande, gelangte 1934 nach Palästina und nahm dort den Familiennamen Eliav an.
Mordechai Eliav engagierte sich in der Bildungsarbeit der World Zionist Organization (WZO). Er wurde 1958 mit einer Dissertation über die jüdische Erziehung in Deutschland im 18. und 19. Jahrhundert promoviert. Er forschte über die Geschichte der deutschen Juden an der Hebräischen Universität Jerusalem und lehrte ab 1963 israelische Geschichte an der Bar-Ilan-Universität. Er wurde 1968 Professor am Institut für Zionismus- und Israelstudien der Universität Tel Aviv. Er war Mitglied des Direktoriums des Zentralarchivs für die Geschichte des jüdischen Volkes.
Eliav ist auf dem Sanhedria-Friedhof in Jerusalem bestattet.

## Schriften (Auswahl)
- Die Juden Palästinas in der deutschen Politik : Dokumente aus dem Archiv des deutschen Konsulats in Jerusalem, 1842–1914. Tel Aviv: Hakibbutz Hameuchad, 1973
- Kurt Schubert (Hrsg.): Prag – Czernowitz – Jerusalem : der österreichische Staat und die Juden vom Zeitalter des Absolutismus bis zum Ende der Monarchie. Eisenstadt: Roetzer, 1984
- Britain and the Holy Land : 1838–1914; selected documents from the British consulate in Jerusalem. Jerusalem: Yad Izhak Ben-Zvi Press, 1997
- Mordechai Eliav; Barbara Haider: Österreich und das Heilige Land : ausgewählte Konsulatsdokumente aus Jerusalem 1849–1917. Wien: Verlag der Österreichischen Akademie der Wissenschaften, 2000
- Jüdische Erziehung in Deutschland im Zeitalter der Aufklärung und der Emanzipation. Übersetzung Maike Strobel. Münster: Waxmann, 2001. Diss. Jerusalem 1958. Vorwort
  - Die Mädchenerziehung im Zeitalter der Aufklärung und der Emanzipation, in: Julius Carlebach (Hrsg.): Zur Geschichte der jüdischen Frau in Deutschland. Berlin 1993, S. 97–112
- Mordechai Eliav, Esriel Hildesheimer: Das Berliner Rabbinerseminar 1873–1938 : seine Gründungsgeschichte - seine Studenten. Hrsg. Chana Schütz, Hermann Simon. Übersetzung Jana Caroline Reimer. Berlin: Hentrich & Hentrich, 2008
- Ich glaube: Zeugnisse über das Leben und den Tod von gläubigen Menschen in der Zeit der Shoa. Zusammengestellt von Mordechai Eliav. Herausgeber: Institut HaRaw Kook, Jerusalem. 3. Auflage: 2006. (hebräisch)
- Eretz Israel und seine Bewohner im 19. Jahrhundert, 1777–1917. Keter Publishing House, Jerusalem, 1978. (hebräisch)
- Das Buch über die Erste Alija. Hrsg.: Mordechai Eliav und Jemima Rosental. Ben-Zvi-Institut, Jerusalem, 1981. (hebräisch)